# ナザレ (ブラジル)
ナザレ （Nazaré [nɐzɐˈɾɛ] ( 音声ファイル)）は、ブラジルの町、及び基礎自治体。バイーア州に属する。
バイーア州の州都サルヴァドールにも同名の町があるが、こちらはナザレ・ダス・ファリーニャス Nazaré das Farinhas とも呼ばれ、区別される。
復活祭前の陶器市で知られる。